# Chrysopa coloradensis
Chrysopa coloradensis is een insect uit de familie van de gaasvliegen (Chrysopidae), die tot de orde netvleugeligen (Neuroptera) behoort. 
Chrysopa coloradensis is voor het eerst wetenschappelijk beschreven door Banks in 1895.